# Simon Hammelburg
Simon Hammelburg (Amsterdam, 28 februari 1952 – Marbella, 15 juni 2022) was een Nederlands cabaretier, auteur en journalist. Daarnaast was hij componist en tekstdichter.

## Carrière
Hammelburg vormde in 1970 een cabaretduo met Ron Klipstein. Als duo waren zij te horen en/of te zien in diverse radio- en televisieprogramma's en toerden ze langs de theaters met shows als Wereldgebeuren in een Notendop.
Hammelburg trad in dienst bij AVRO's Radiojournaal als presentator en verslaggever. In 1982 vestigde hij zich als correspondent voor Nederlandse en Belgische radio en televisie te New York. Hij was medeauteur van het boek Mijn Jodendom onder redactie van Dick Houwaart.
Vlak voor de eerste Golfoorlog (1991) schreef en produceerde hij met Ralph Inbar, cineast Floris Sijbesma en met behulp van Midden-Oosten correspondent Conny Mus de videoclip Shalom from Holland. Het nummer, waaraan tientallen Nederlandse en buitenlandse artiesten meewerkten (waaronder George Baker, Adèle Bloemendaal, Marco Borsato, Ted de Braak, Donald Jones, Lenny Kuhr, Thijs van Leer, Maggie MacNeal, Harry Sacksioni en Daniël Wayenberg) werd veelvuldig op de Nederlandse en Israëlische televisie vertoond, en op CNN. De soundtrack werd een bescheiden hitje na de introductie door Willem Duys in zijn radioprogramma Muziekmozaïek. Hammelburg, Inbar en Sijbesma kregen hiervoor een onderscheiding van de Knesset, het Israëlische parlement.
In 1996 publiceerde Hammelburg het boek Kaddisj voor Daisy, gebaseerd op 1200 interviews met Holocaust-overlevenden en hun kinderen. In mei 2014 verscheen de Engelse vertaling van Kaddisj voor Daisy onder de naam Broken on the inside - The War never ended. Tegelijkertijd verscheen een Nederlandse bewerking onder de titel Van binnen is alles stuk: Herinneringen van vernielde generaties. Van dit boek verscheen in 2018 een herdruk. In februari 2017 verscheen zijn roman Het Voorgesprek. Hij was medeauteur van Ons Jodendom, verschenen in 2017.

## Privéleven
Hammelburg was vijf keer getrouwd en kreeg drie kinderen, waaronder Alexander Hammelburg (Tweede Kamerlid namens D66). Journalist Bernard Hammelburg is zijn broer.
Hij overleed op 70-jarige leeftijd.

## Discografie
- Luister nog even, single, met Ron Klipstein.